# Září 2011
1. září – čtvrtek
- Za účasti 49 zemí a 8 mezinárodních organizací začala v Paříži konference, na níž má být projednána další pomoc pro libyjské povstalce. Současně zde mají čelní představitelé povstalecké Přechodné národní rady seznámit účastníky s plány budoucího politického uspořádání v zemi.[1]
- Rusko uznalo povstaleckou Přechodnou národní radu za jedinou legitimní vládu Libye.[2][nedostupný zdroj]

2. září – pátek
- Novým předsedou Státního shromáždění Republiky Slovinsko byl zvolen liberální demokrat Ljubo Germič. Ke změně došlo i ve funkci ministra vnitra – rezort po Katarině Kresal dočasně převzal ministr spravedlnosti Aleš Zalar.[3]

3. září – sobota
- Ruský prezident Medvěděv obvinil Organizaci pro bezpečnost a spolupráci v Evropě z toho, že měří dvojím metrem a snaží se zasahovat do vnitřních záležitostí bývalých států Sovětského svazu. Ta vydává kritické zprávy o parlamentních volbách v Rusku a mnoha jiných postsovětských státech. Ty ve většině případů označuje za nesvobodné, nedemokratické a nespravedlivé.[4]
- Rusko provedlo úspěšnou zkoušku mobilní strategické rakety RT-2PM Topol s novým typem hlavice, která má být schopna přelstít protiraketové obranné systémy.[5]

5. září – pondělí
- Zemřela předsedkyně Českého svazu bojovníků za svobodu Anděla Dvořáková.[6]
- Bývalý slovinský premiér a šéf největší slovinské pravicové strany Janez Janša byl postaven před soud na základě obvinění ze spolupachatelství při poskytnutí anebo přijetí úplatku či jeho příslibu výměnou za zprostředkování obchodu s vojenskou technikou za 278 milionů eur. Kauzu odstartovala reportáž finské televize.[7]

7. září – středa
- U Jaroslavle havarovalo letadlo, na jehož palubě cestoval hokejový tým Lokomotiv Jaroslavl. Letadlem letělo 45 osob, z toho 26 hokejistů. Přímo při havárii zemřelo 43 osob, 2 lidé jsou v kritickém stavu.[8]
- Před budovou nejvyššího soudu v indické metropoli Dillí vybuchla bomba. Zemřelo při tom nejméně 10 lidí a 61 dalších bylo zraněno. K útoku se zatím nikdo nepřihlásil, úřady však podezřívají islámské radikální skupiny.[9]
- Ve věku 73 let zemřel textař a básník Pavel Vrba.[10]

9. září – pátek
- Dav demonstrantů zaútočil na izraelskou ambasádu v Káhiře. Izraelský velvyslanec odešel ze země.[11]
- Zpravodajská služba české armády vydala výroční zprávu, ve které oznámila, že předala informace o pohybu významných teroristů. Tím měla přispět k dopadení Usámy bin Ládina.[12]
- Severovýchod Spojených států amerických postihly povodně. Ve státech New York a Pensylvánie musel být vyhlášen stav pohotovosti a 100 000 lidí muselo být evakuováno. 5 lidí zemřelo.[13][nedostupný zdroj]

10. září – sobota
- Policie ve Varnsdorfu rozehnala neohlášenou protiromskou demonstraci organizovanou Dělnickou stranou sociální spravedlnosti.[14]
- Ve zdravotnickém zařízení univerzity ve Stony Brook v Brookhavenu zemřel americký herec Cliff Robertson. Zemřel den po svých osmdesátých osmých narozeninách.[15]

11. září – neděle
- Německý závodník formule 1 Sebastian Vettel vyhrál ve voze značky Red Bull Racing Grand Prix Itálie 2011. Na druhém místě skončil Brit Lewis Hamilton a na třetím Brit Jenson Button, oba ve vozech značky McLaren.[16]
- Kvůli výročí teroristických útoků z roku 2001 a zabití Usámy Bin Ládina se v New Yorku, Pentagonu a Washingtonu obávají dalších teroristických útoků.[17][18]

12. září – pondělí
- Český prezident Václav Klaus se svou manželkou Livií Klausovou započal čtyřdenní návštěvu Karlovarského kraje. Cestu oficiálně zahájili autogramiádou v karlovarském knihkupectví Dobrovský Beta. Poté se přesunul do KV Areny, kde sledoval volejbalový zápas Česka proti Rusku.[19][20][nedostupný zdroj]
- V moskevské nemocnici zemřel Rus Alexandr Galimov, jediný hokejista, který přežil pád letadla v Jaroslavli z 9. září. Člen posádky letadla Alexandr Sizov se tím stal posledním žijícím člověkem ze spadlého letadla.[21]

13. září – úterý
- Prezident Václav Klaus dnes při své cestě po Karlovarském kraji navštívil lázně Kyselka a Jáchymov a potom Abertamy. Navečer se vrátí do Karlových Varů. Livia Klausová místo toho navštívila dětský domov v Ostrově.[22][20][nedostupný zdroj]
- Ministři zahraničí Spojených států a Rumunska Hillary Clintonová a Teodor Baconschi podepsali ve Washingtonu dohodu o vybudování základny protiraketového štítu na rumunském území, která by měla být vybavena střelami pro ničení balistických raket.[23]
- Americký statistický úřad oznámil, že asi 46,2 milionu Američanů žije v chudobě. To je nejvyšší míra chudoby od roku 1983.[24]

14. září – středa
- Prezident republiky Václav Klaus pokračoval na cestě po Karlovarském kraji. Nejprve byl na magistrátu Karlových Varů, poté odjel do Sokolova a na oběd do Královského Poříčí, po kterém zavítal do Habartova, Kynšperka a Chebu. Jeho manželka Livia Klausová mezitím navštívila dětský domov v Chebu.[22][20][nedostupný zdroj]
- Podle informací Práva se už přes dvacet odborářských organizací, občanských sdružení a iniciativ přihlásilo k přípravě protivládních protestů. Ty mají proběhnout 17. listopadu.[25]
- Šéf ruské agentury pro bezpečnost civilní letecké dopravy Rosaviacija Alexandr Něraďko oznámil, že připravuje zrušení 30 leteckých společností.[26]

15. září – čtvrtek
- Prezident Václav Klaus a Livia Klausová zakončili čtyřdenní návštěvu Karlovarského kraje. Dnes ještě zamířili do premonstrátského kláštera v Teplé, potom do CHKO Slavkovský les a nakonec do Mariánských Lázní.[19][20][nedostupný zdroj]
- Ve věku 100 let zemřel světoznámý český filmový režisér, scenárista a pedagog Otakar Vávra.[27]

16. září – pátek
- Ve Washingtonu zemřela Kara Kennedyová, dcera Edwarda Kennedyho a neteř Johna Fitzgeralda Kennedyho. Bylo jí 51 let.[28]
- Česká herečka Zuzana Dřízhalová ve věku 36 let v pražské Všeobecné fakultní nemocnici podlehla rakovině.[29]
- Ve věku 75 let zemřel v Chicagu americký bluesový zpěvák, bubeník a harmonikář Willie Smith, přezdívaný Big Eyes. Podlehl záchvatu mrtvice.[30]

17. září – sobota
- Kolem pěti set lidí ve Varnsdorfu demonstrovalo proti problémovému soužití s místní romskou komunitou. Proti demonstraci muselo zasáhnout asi tři sta policistů.[31]
- Na severozápadu Pákistánu nedaleko hranic s Afghánistánem se zřítil americký bezpilotní letounu. Není jisté, jestli byl sestřelen extremisty nebo jestli šlo o technickou závadu.[32]

18. září – neděle
- Do jednoho z barů ve Varnsdorfu přišel večer čtyřiačtyřicetiletý Rom s mačetou a vyhrožoval lidem v baru smrtí. Muže zadržela policie dříve, než na někoho zaútočil.[33]
- Tálibán se zmocnil trosek letounu, které se v sobotu zřítilo na severozápadu Pákistánu. Pákistánské bezpečnostní síly se ho pokusily získat zpět. Při střetu se zranil jeden pákistánský důstojník a nejméně dva členové Tálibánu zemřeli. Není známo, jestli bezpečnostní složky získaly letoun zpátky.[32]

19. září – pondělí
- Norský soud na základě žádosti prokuratury prodloužil norskému atentátníkovi Andersi Breivikovi vazbu o osm týdnů (z toho bude čtyři týdny v izolaci), to je do 14. listopadu, kdy soud rozhodne o případném dalším prodloužení.[34]

20. září – úterý
- Při bombovém atentátu zabil sebevražedný útočník Tálibánu bývalého prezidenta Afghánistánu a mírového vyjednavače Burhánuddína Rabbáního.[35]
- Týden trvající lijáky způsobily záplavy a sesuvy půdy ve střední a severní části Číny. Zemřelo při tom nejméně 57 osob a přes milión lidí muselo opustit své domovy. Povodně podle čínských médií zničily úrodu nebo zastavily sklizeň a zničily přes 120 000 domů. Škoda se odhaduje v řádu miliard.[36]
- Slovinská vláda padla poté, co se 51 poslanců Státního shromáždění vyslovilo proti jmenování nových ministrů.[37]

21. září – středa
- Novým generálním ředitelem České televize se stal Petr Dvořák.[38]

22. září – čtvrtek
- Bulharsko a Rumunsko do schengenského prostoru volného cestování bez hraničních kontrol zatím nevstoupí. Na zasedání ministrů vnitra zemí Evropské unie se jim nepodařilo získat potřebnou jednomyslnou podporu. Vstup zablokovaly Finsko a Nizozemsko, ČR byla pro.[39]

23. září – pátek
- Americká vesmírná společnost NASA oznámila, že má na zem spadnout satelit UARS. Server Novinky.cz informoval, že satelit minul Severní Ameriku a že Evropa je v ohrožení. Server MediaFax.cz ale oznámil, že by měl spadnout do Tichého oceánu. Server iDNES.cz upřesnil, že by měl spadnout do moře severně od Austrálie. Oznámil také, že se má rozptýlit do 800kilometrové šíře.[40][41][nedostupný zdroj][42]
- Chorvatský Úřad pro boj proti korupci a organizovanému zločinu (USKOK) vznesl již druhé obvinění z korupce proti bývalému chorvatskému premiérovi Ivu Sanaderovi. Ten se měl za úplatek deset milionů euro zasadit o zajištění vlivu maďarské společnosti MOL na chorvatskou skupinu INA a souhlasit s uzavřením pro stát nevýhodné dohody.[43]
- Agentura Moody's Investors Service snížila rating Slovinska z Aa3 na Aa2 s možností dalšího snížení ratingu.[44]
- Experimentátoři projektu OPERA v italském Gran Sasso oznámili pozorování mionových neutrin rychlejších než světlo.[45]

24. září – sobota
- V Ostravě se koná Den NATO. K vidění je bombardér B-52, bojové letouny F-15D, či transportní spoj C-130 HERKULES, který představí záchrannou jednotku UNIT 669.[46]
- Trosky amerického satelitu UARS vlastněného vesmírnou společností NASA nakonec zasáhly Kanadu poblíž města Okotoks. Oznámil to server Novinky.cz. Server iDNES oznámil, že další část satelitu dopadla do Tichého oceánu.[47][42]

26. září – pondělí
- Dceřiná společnost Student Agency, firma RegioJet, spustila jako první soukromý vlakový dopravce pravidelnou linku na trase Havířov–Ostrava–Praha.[48]
- V Evropě se již podesáté slaví Evropský den jazyků, vyhlášený Radou Evropy a Evropskou unií. Aktivity propagující jazykovou rozmanitost a studium cizích jazyků pořádají i jazykové instituty v Praze a v Brně.[49]

27. září – úterý
- Ve věku 82 let zemřel v Motolské nemocnici známý český scenárista a dramaturg Jiří Hubač, držitel ceny TýTý.[50]

28. září – středa
- V Bulharsku již od 23. 9. pokračují rozsáhlé protiromské protesty. Policie již zadržela 170 lidí, mezi nimi také romského barona Kirila Raškova, na jehož oslavu v pátek směřoval minibus, který přejel a zabil 19letého hocha. Tato událost se stala důvodem nepokojů, které se od té doby Bulharskem šíří.[51]

29. září – čtvrtek
- Čína vypustila raketu nesoucí na oběžnou dráhu první součást vesmírné stanice Tchien-kung 1.[52]